# Langevåg (Bømlo)
Langevåg este o localitate din comuna Bømlo, provincia Hordaland, Norvegia, cu o suprafață de 1,15 km² și o populație de 796 locuitori (2013).